# Dekanat Sława
Dekanat Sława – jeden z 30 dekanatów należący do diecezji zielonogórsko-gorzowskiej, metropolii szczecińsko-kamieńskiej, Kościoła rzymskokatolickiego w Polsce. Zasięgiem pracy duszpasterskiej obejmuje także ościenne tereny województw; dolnośląskiego i wielkopolskiego przylegające do gminy Sława.

## Władze dekanatu
- Dziekan: ks. Jerzy Ślusarczyk (od 28.09.20217)
- Wicedziekan: ks. Andrzej Nowak[1] (od 14.10.2022)
- Ojciec duchowny: ks. Janusz Szczepkowicz (od 20.08.2015)
- Dekanalny duszpasterz młodzieży i powołań: ks. Dariusz Tuszyński (od 30.09.2021)

## Parafie
- Ciosaniec – Parafia pw. św. Michała Archanioła

Świętno – Kościół filialny pw. św. Stanisława Kostki
Wilcze – Kościół filialny pw. św. Ojca Pio
- Kolsko – Parafia pw. Narodzenia św. Jana Chrzciciela

Konotop – Kościół filialny pw. Matki Bożej Szkaplerznej
Uście – Kaplica  w sali wiejskiej
- Kotla – Parafia pw. św. Marcina

Kościół parafialny pw. św. Marcina
Głogówko – Kościół filialny pw. Matki Bożej Królowej Polski
Skidniów – Kościół filialny pw. św. Józefa Rzemieślnika
- Krzepielów – Parafia pw. Trójcy Świętej

Grochowice – Kościół filialny pw. Matki Bożej Częstochowskiej
Krążkowo – Kościół filialny pw. Św. Józefa Robotnika
Krzepielów – Kościół filialny pw. św. Marcina
- Lubięcin – Parafia pw. Najświętszego Serca Pana Jezusa

Jodłów – Kościół filialny pw. Narodzenia Najświętszej Maryi Panny
Lipiny – Kaplica  Niepokalanego Poczęcia Najświętszej Maryi Panny
- Sława  – Parafia pw. św. Michała Archanioła

Kościół parafialny pw. św. Michała Archanioła
Lipinki – Kościół filialny pw. Matki Bożej Rokitniańskiej
Przybyszów – Kościół filialny pw. Matki Bożej Bolesnej
Sława – Kościół filialny pw. Miłosierdzia Bożego
Gola – Kaplica w budynku OPS
Tarnów Jezierny – Kaplica w zaadaptowanej świetlicy OPS
- Stare Strącze – Parafia pw. św. Jadwigi

Krzydłowiczki – Kaplica  w świetlicy wiejskiej
- Śmieszkowo – Parafia pw. św. Andrzeja Apostoła

Łupice – Kościół filialny pw. Najświętszego Serca Pana Jezusa
Potrzebowo – Kaplica  Matki Bożej Różańcowej

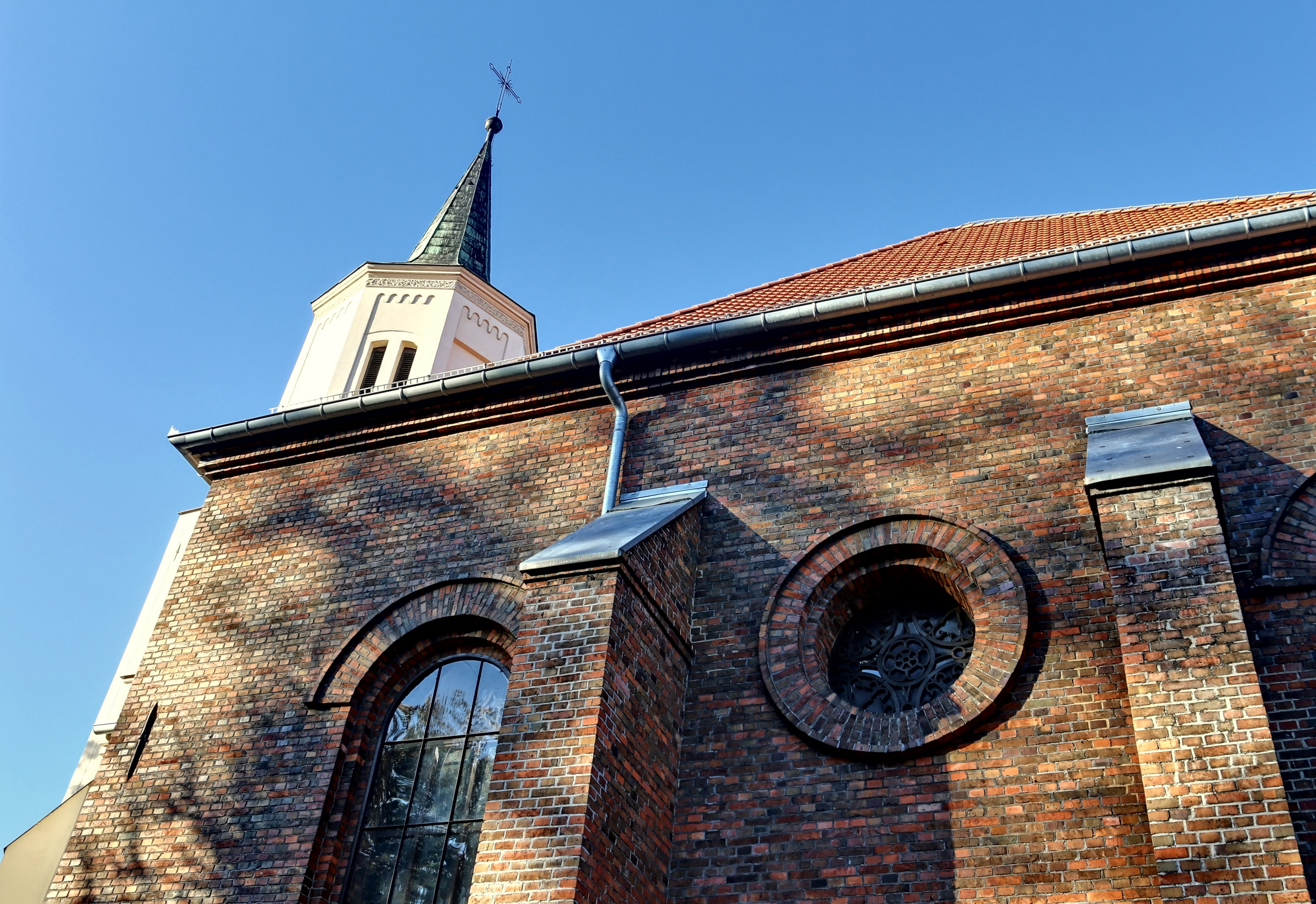
Sława, kościół parafialny
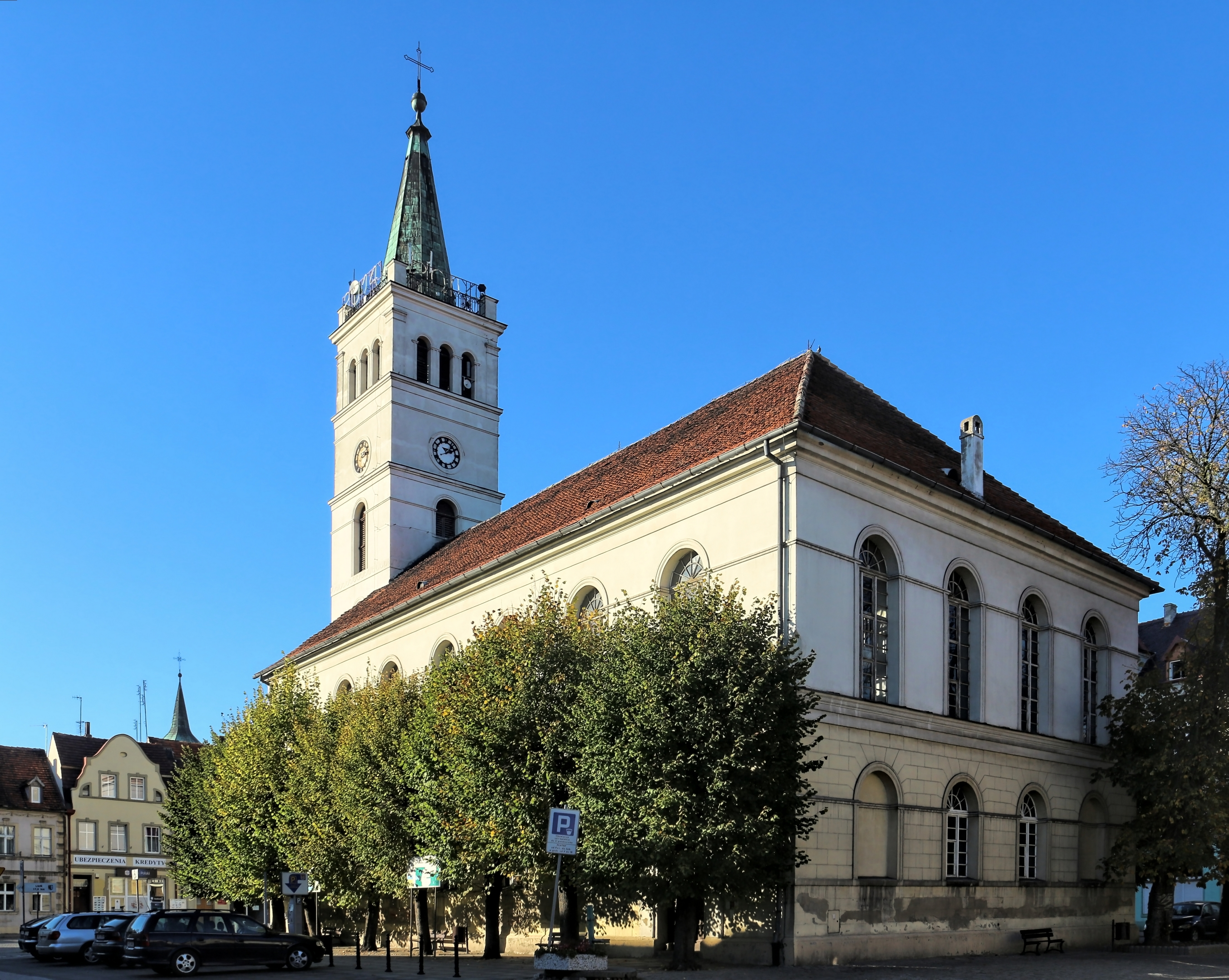
Sława, kościół filialny
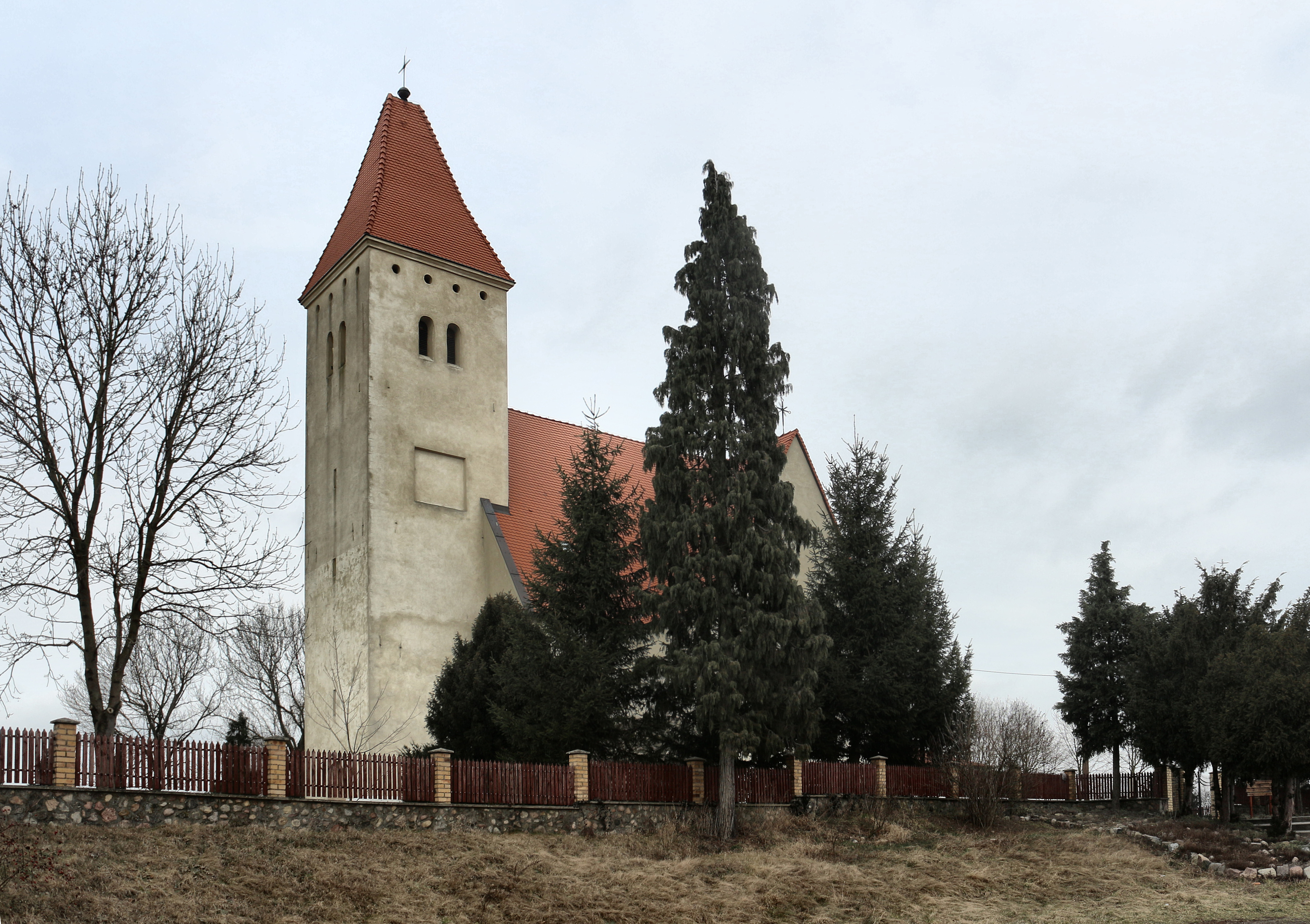
Stare Strącze, kościół parafialny